# تالویتس
تالویتس (به آلمانی: Thallwitz) یک شهر در آلمان است که در لایپتسیگ واقع شده‌است. تالویتس ۳٬۸۳۸ نفر جمعیت دارد.